# Фернандес, Фруэла
Фруэла Фернандес (исп. Fruela Fernández, 19 ноября 1982, Лангрео) — испанский поэт, переводчик, переводовед и литературный критик.

## Биография
Родился в Астурии. Окончил Университет Саламанки. Защитил диссертацию по социологии перевода в Гранадском университете, где и преподает. Автор статей о современных испанских поэтах. Составил антологию молодой кубинской поэзии. В 2004—2011 — один из организаторов в Кордове международного фестиваля поэзии Cosmopoética (вместе с Карлосом Пардо).

## Книги стихов
- Círculos (Oviedo: KRK Ediciones, 2001)
- Folk (Valencia: Pre-Textos, 2013)

## Переводы
Переводчик поэзии и прозы с английского и немецкого языков. В его переводах вышли книги Роденбаха, Гуго фон Гофмансталя, Кафки, Марии Луизы Кашниц, Герта Йонке, Кевина Веннемана, Патрика Кавана, а также отдельные стихи Эзры Паунда, Фрэнка О’Хары, Махмуда Дарвиша и др.